# Jack Deam
Jack Deam, geboren als Ian Deam (* 29. Juni 1972 in Oldham) ist ein britischer Schauspieler.

## Leben
Ian Deam benutzte den Namen seines Großvaters Jack Deam als Künstlernamen.
Einem größeren deutschen Publikum bekannt wurde Jack Deam durch seine Rolle als DC Ken Blackstone in der britischen Fernsehserie Inspector Banks und durch die Rolle als Inspector Mallory in der Serie Father Brown.
Deam lebt im Newhey, Rochdale

## Filmografie

### Filme
ohne Kurzfilme
- 2006 London to Brighton – als Paul
- 2003 Spoilt – als Danny
- 1999 Heart – Jeder kann sein Herz verlieren (Heart) – als Polizist
- 1995 The Young Poisoner's Handbook – als Mick
- 1991 Let Him Have It – als Terry Stringer

### Fernsehserien
ohne einmalige Gastrollen
- 2016–2017 Father Brown – als Inspector Mallory – 25 Episoden
- 2010–2016 Inspector Banks – als DC Ken Blackstone – 32 Episoden
- 2004–2013 Shameless – als Marty Fisher – 44 Episoden
- 2011 32 Brinkburn Street – als Walter – 5 Episoden
- 2009 Unforgiven – als Kieran Whelan – 3 Episoden
- 2007 Doctors – als Clive Minter – 2 Episoden
- 2005 Silent Witness – als Carl Dawson – 2 Episoden
- 2000–2003 Clocking Off – als Kev Leach – 27 Episoden
- 2000–2001 Coronation Street – als Phil Simmonds – 4 Episoden
- 1999 Playing the Field – als Neil – 2 Episoden
- 1997 Hollyoaks – als Spike – 4 Episoden
- 1993 Soldier Soldier – als Fus Vinny Bowles – 2 Episoden
- 1992 Heartbeat – als Alan Maskell – 7 Episoden
- 1992 The Life and Times of Henry Pratt – als Henry Pratt – 3 Episoden